# مارسل گوبیو
مارسل گوبیو (فرانسوی: Marcel Gobillot‎؛ ۳ ژانویه ۱۹۰۰ – ۱۲ ژانویه ۱۹۸۱) دوچرخه‌سوار اهل فرانسه بود.
وی در مسابقات کشوری و بین‌المللی در مجموع برندهٔ ۱ مدال طلا شده‌است.